# منار فتح الباب
منار حسن فتح الباب (1964 - 2020) أديبة وكاتبة مصرية 

## حياتها
تُعتبر منار فتح الباب كاتبة قصص قصيرة ورواية وشاعرة وناقدة وأدبية، من أبرز كتاب جيل التسعينيات. كما تميزت في كتابة أدب الأطفال وكانت من كبيري معدي البرامج في قناة النيل الثقافية.
ولدت منار في القاهرة 13 مارس 1964 وهي ابنة الشاعر الدكتور حسن فتح الباب. حصلت علي شهادة الليسانس من جامعة وهران  بالجزائر ثم شهادة الماجستير في النقد الأدبي الحديث من كلية الآداب قسم اللغة العربية جامعة عين شمس عام 1994، وقد اشرف علي رسالتها الأستاذ والناقد المصري صلاح فضل. عملت مدرسًا مساعدًا لمادة اللغة العربية والنقد الأدبي قسم الإعلام - كلية التربية النوعية بالدقي في عامي (1994-1995) وأخصائية ثقافية في الهيئة العامة لقصور الثقافة. وهي عضو اتحاد كتاب مصر منذ عام 1993.

## مؤلفاتها
أصدرت منار فتح الباب العديد من المؤلفات من بينها التالي:
- 1993 – مجموعة قصصية «لعبة التشابه» (بها مقدمة نقدية للدكتور محمد حافظ دياب)، سلسلة اشراقات ادبية بالهيئة العامة للكتاب.
- 2000 – «القطار لا يصل إلي البحر» (مجموعة قصصية)، الهيئة المصرية العامة للكتاب[10][11][12]
- 2003 –«ظلال وحيدة» (رواية) [13]
- 2003 – دراسة أسلوبية «الخطاب الروائي عند غسان كنفاني»، الهيئة العامة لقصور الثقافة.
- 2005 – «أحلام صغيرة» (مجموعة قصص للأطفال)، سلسلة كتاب قطر الندى بالهيئة العامة لقصور الثقافة.
- 2014 – «مملكة الفراشات» (رواية للناشئة والطفل)، دار الهلال
- 2017 – «رجل وامرأة» (ديوان قصائد نثرية) [14][15][16]

كما شاركت في العديد من المؤلفات المشتركة من بينها التالي:
- مجموعة قصصية مشتركة «المقهى الثقافى» مع نخبة من أشهر قصاصى جيل الثمانينات والتسعينات.
- مجموعة قصصية مشتركة مع نخبة من ابرز اديبات مصر واشهرهن في كتاب «20 قصة حب» الصادر عن سلسلة كتاب اليوم بمؤسسة أخبار اليوم في يوليو 1995.
- كتاب نقدى مشترك مع نخبة من النقاد هو «محمد جبريل. موال سكندرى» عن دار حامول بالمحلة الكبرى عام 1995.
- مجموعة قصصية مشتركة مع نخبة من اكبرالكاتبات العربيات عن كتاب العربى بالكويت في يوليو 2000 بعنوان «شهرزاد تبوح بشجونها» تقديم الدكتور صلاح فضل.
- كتاب مؤتمرالطفل الأول بالفيوم، مايو 2014

بالإضافة إلى اصداراتها الأدبية، كتبت منار فتح الباب مقالات في جريدة الأهرام ومجلة كل الأسرة ومجلة فكر وفن التي اصدرها قطاع الإنتاج الثقافي بالقاهرة ونشرت أعمالها عدة مرات في مجلة الآداب في بيروت. وكتبت أيضا في الصحف التالية: أخبار الأدب بالقاهرة والجمهورية والوحدة في الجزائر والأسبوع الأدبي في سوريا. ونشرت في المجلات الآتية: نزوى بعمان، إبداع، القاهرة، الثقافة الجديدة، شعر، سطور، أدب ونقد، إيقاعات، مجلة تافوكت (المهاجر)  بألمانيا، الحرس الوطني بالسعودية، المنتدى بالإمارات، البحرين الثقافية بالبحرين.

## مسيرتها الإعلامية
بدأت منار مسيرتها الإعلامية منذ عام 1996، وهي من مؤسسي قناة النيل الثقافية بقطاع النيل للقنوات المتخصصة.
- أعدت أول برنامج تسجيلي في قناة النيل الثقافية (أوراق العمر) عام 1998وهو برنامج تسجيلي يعرض السيرة الذاتية لأشهر المبدعين في مصر والعالم  العربي. كان من بين ضيوفه الراحل الدكتور شكرى عياد والدكتورة نوال السعداوي والمترجم والكاتب الدكتور محمد عناني والفنان الراحل عدلي رزق الله والروائى  إدوار خراط والفنان جورج البهجوري والفنان الراحل حسن حشمت  والمصور السينمائى سعيد شيمي والناقد الراحل / الدكتورعبد الحميد إبراهيم.
- أسست العديد من برامج قناة النيل الثقافية منها (الكاميرا تقرأ) و (اجندة)  وفيهما قدمت أكبر الأسماء الحالية في عالم  الأبداع.
- كتبت السيناريو والتعليق الصوتي الإبداعي للعديد من  البرامج  واِلأفلام التسجيلية.
- أعدت برنامج (الرفيق) وهو برنامج متخصص في عرض محتويات الكتب النظرية ومناقشتها في الاستوديو مع المؤلف أو الناقد.
- عملت كرئيس تحرير في برنامج تنموي بالقناة الثقافية (مصر بكرة).
- أعدت برنامجا تسجيليا (إبداع) برؤية وكتابة تعليق المبدعة[وفقًا لِمَن؟].
- كتبت التعليق الصوتي للبرنامج التسجيلي (عن قرب) وهو عرض الترجمة الخاصة بالشخصيات المشهورة والأحداث العامة بأسلوب إبداعي[وفقًا لِمَن؟].

## الجوائز
حصلت منار فتح الباب على عدة جوائز عن أعمالها الأدبية من بينها التالي:[بحاجة لمصدر أفضل]
- جائزة الدولة للإبداع عام 1996[بحاجة لمصدر] عن مجموعتها القصصية الثانية «القطار لا يصل إلى البحر» وأقيمت ندوة بمكتبة القاهرة خصيصا لها كتكريم عن الجائزة.
- حصلت على جائزتين[بحاجة لتعريف] في القصة القصيرة عن قصة قصيرة واحدة من مجموعة لعبة التشابه في مجلة الهلال.
- جائزة المركز القومي لثقافة الطفل، المجلس الأعلى للثقافة عام 1997[بحاجة لمصدر]
- جائزة أدب الحرب في مجال أدب الطفل عام 2000.[بحاجة لمصدر]

## وفاتها
توفيت صباح يوم 14 ديسمبر 2020  بعد صراع مع المرض حيث كانت تعاني من إصابتها بالسرطان وأعلن زوجها الإعلامي طارق حسن، خبر وفاتها عبر صفحته الشخصية على فيس بوك، قائلا في تدوينته: «البقاء والدوام لله، توفيت فجر اليوم 14 ديسمبر زوجتي وأم بنتي السيدة منار حسن فتح الباب.. أسألكم الفاتحة على روحها والدعاء لها.. صلاة الجنازة بالرحاب بعد صلاة الظهر»، وقد شَيَّعت أسرة الكاتبة والإعلامية الراحلة جثمانها من مسجد مدينة الرحاب.